# Modrá linka (metro v Montréalu)
Modrá linka (označovaná také méně často jako Linka č. 5) je jedna ze čtyř linek metra v Montrealu, jejíž celková délka je 9,7 km. Na lince je celkem 12 stanic. Nejstarší část linky byla postavena v roce 1986. Celá linka ve své dnešní podobě byla v provozu od roku 1988.

## Historie linky
Stavba a prodlužování linky oběma směry se odehrálo ve třech hlavních fázích:
1. v roce 1986 existovala pouze dnešní východní část linky od stanice De Castelnau do stanice Saint-Michel
2. v roce 1987 přibyla jediná stanice na její západní straně (dnes uprostřed linky) – Parc
3. v roce 1988 byl zprovozněn poslední úsek (dnes nejzápadněji položený) (Snowdon – Acadie)

## Umístění linky v rámci Montrealu
Modrá linka směřuje středem montrealského ostrova ve směru z jihozápadu na severovýchod. Po své trase dvakrát protíná oranžovou linku, a to:
- na západě ve své konečné stanici Snowdon
- na východě ve stanici Jean Talon

Oranžová linka se nachází ve střední části ostrova, na němž leží město Montre. 
Linka obsluhuje následující montrealské arrondissementy:
- Côte-des-Neiges–Notre-Dame-de-Grâce
- Outremont
- Mont-Royal (Mont-Royal není montrealský arrondissement, ale samostatné město ležící uvnitř Montrealu)
- Rosemont–La Petite-Patrie
- Villeray–Saint-Michel–Parc-Extension

## Seznam stanic
1. Snowdon
2. Côte-des-Neiges
3. Université-de-Montréal
4. Édouard-Montpetit
5. Outremont
6. Acadie
7. Parc
8. De Castelnau
9. Jean-Talon
10. Fabre
11. D'Iberville
12. Saint-Michel